# London Overground

Logo

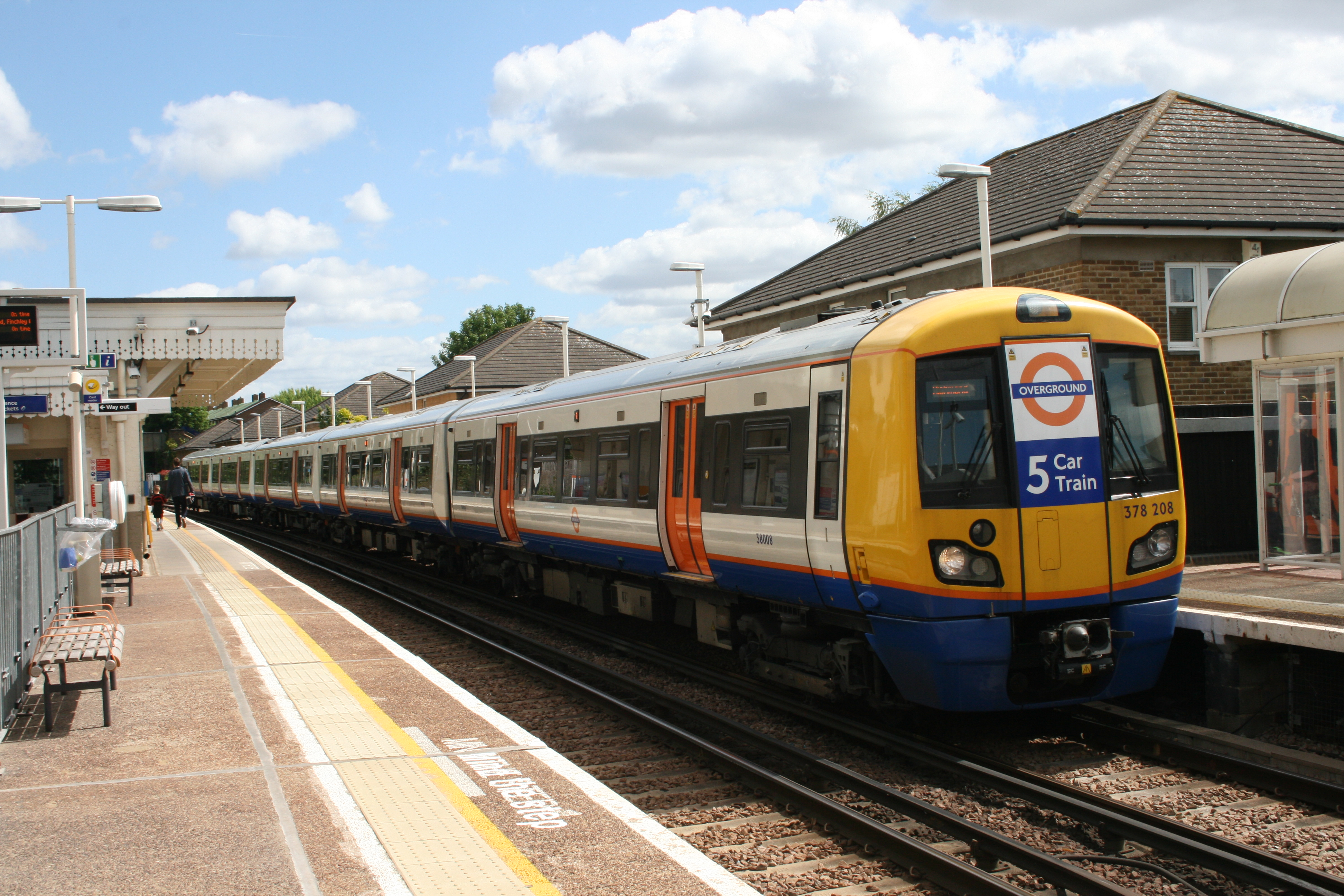
Vlak Londýnského Overgroundu, zastávka South Acton

London Overground (též pouze Overground, česky: londýnská nadzemka) je systém příměstské železnice (podobný systému vlaků linek S). Se svými 112 stanicemi obsluhuje značnou část okolí Londýna (Greater London) a část hrabství Hertfordshire. London Overground bylo zřízeno v roce 2007 jako součást sítě National Rail pod kontrolou Transport of London (TfL), v současné době obsluhována společností London Overground Rail Operations (LOROL). Systém je také součástí map londýnského metra, kde je značen oranžovou barvou.